# Kees Krijgh (football, 1921)
Ne pas confondre avec son neveu Cornelis Krijgh, également surnommé « Kees », et international néerlandais à deux reprises.
Pour les articles homonymes, voir Kees Krijgh.
Cornelis Krijgh, dit Kees Krijgh, né le 28 août 1921 à Bois-le-Duc aux Pays-Bas et décédé le 15 juin 2007 dans la même ville, est un ancien footballeur international néerlandais. Il évoluait au poste de milieu de terrain.

## Biographie
Il réalise l'intégralité de sa carrière dans le club du BVV s'Hertogenbosch, et porte à trois reprises le maillot Oranje. 
Il joue son premier match en équipe nationale le 26 juillet 1948, contre l'Irlande, dans le cadre des JO d'été de 1948 (défaite 1-3 à Portsmouth). Il joue deux matchs lors du tournoi olympique organisé à Londres.
Il est l'oncle de Kees Krijgh, également international néerlandais.